# Willis McGahee
(en) Statistiques sur pro-football-reference
 Willis McGahee est un joueur américain de football américain né le 21 octobre 1981 à Miami (Floride).

## Biographie

### Carrière universitaire
Il joua avec les Hurricanes de Miami. En 2002, il a battu le record de son collège avec 1753 yards pour 282 courses et 28 touchdowns. Il a aussi réalisé 2018 yards au total en une saison.

### Carrière professionnelle
Il fut drafté au 1er tour (23e choix de draft) par les Bills de Buffalo en 2003.
Le 28 juillet 2011, Il signe avec les Broncos de Denver avant d'être libéré par les Ravens de Baltimore.
Depuis 2013 il joue pour les Browns de Cleveland.

## Palmarès

### Universitaire
- 2002 :  4e du trophée Heisman
- 2002 :  4e en NCAA à la course par match

### NFL
Il participe au Pro Bowl 2008.